# 喬治亞經濟

1994至2014年間格魯吉亞和其他前蘇聯國家的人均國內生產總值（購買力平價）趨勢，而2015至2020年間為未來預測。

格魯吉亞經濟是新興自由市場，國內生產總值在蘇聯解體後急劇下降，2000年代中期玫瑰革命發生，進行經濟和民主改革，經濟恢復增長，增長率達到兩位數。其後經濟繼續發展，從2003年接近失敗的狀態，蛻變為2014年運作相對良好的市場經濟。2007年，格魯吉亞被世界銀行評為世界第一的經濟改革者 ，而經商容易度指數排名亦一直高企。
格魯吉亞經濟受惠於相對自由和透明的氣氛，透明國際的2018年報告指該國是黑海地區最廉潔的國家，表現優於鄰國和附近歐盟國家。格魯吉亞有多元化媒體環境，是鄰近地區唯一不被認為媒體不自由的國家。
2014年以來，格魯吉亞是歐盟自由貿易區的一部分，歐盟一直是最大的貿易夥伴，佔貿易總額的四分之一以上。在歐盟貿易協定下，2015年雙邊貿易進一步增加，與獨聯體國家的貿易則急劇下降。

## 歷史
在20世紀前，格魯吉亞的經濟以農業為主。該國現代經濟一直集中在黑海地區旅遊業、種植柑橘類水果、茶葉和葡萄、開採錳礦和銅礦、大型工業如葡萄酒、金屬、機械、化學品和紡織品。
1990年代，格魯吉亞與多個前蘇聯國家的經濟急劇下滑，通脹高企，持續逃稅情況導致龐大預算赤字，1996年預算赤字上升至6.2%。在那個時期，國際金融機構對財政預算發揮重要作用，1997年和1998年多邊和雙邊的贈款和貸款總額分別為1.164和1.828億拉里。
格魯吉亞經濟復蘇遇到多重阻礙，包括阿布哈茲和南奧塞梯出現分裂糾紛，改革遭遇腐敗和反動黨派的阻力，以及1997年亞洲金融危機。即使如此，愛德華·謝瓦爾德納澤在1995至2003年間擔任總統，任內在基本市場化的改革方面取得進展，消取所有價格和大多數貿易限制，引入穩定的國家貨幣（拉里），政府大規模裁員。
1990年代後期，超過10,500家小企業被私有化。中型和大型企業的私有化進展緩慢，超過1,200多家中大型企業成立股份制公司。該國頒佈法律和法令，建立把國營財產私有化的法律依據和程序，以減少由國家控制的公司數量。
在脫離蘇聯後不久，美國開始協助格魯吉亞進行改革，重點從人道主義逐漸轉移到技術和體制建設方案，提供法律和技術顧問，對國會議員、執法官員和經濟顧問進行培訓。

## 宏觀經濟近期表現
在過去幾年，格魯吉亞是經濟發展最快的後蘇聯國家之一。2003年玫瑰革命後，新政府實施廣泛和全面改革，涉及生活各個範疇，通過發展私營機構把經濟自由化和保持增長。具吸引力的商業環境建立後，外國直接投資大幅流入，促進經濟高速增長。
格魯吉亞的經濟在改革後，變得多元化且呈現上升趨勢，實際國內生產總值在2004至2007年間平均每年增長10%，並在2007年達到高峰12.3%。2004至2007年間，經濟整體增長35%。
2008年俄羅斯－格魯吉亞戰爭和全球金融危機發生，格魯吉亞在改革開放經濟政策下能抵禦外部衝擊，經濟增長仍有2.3%。2009年國家經濟略有放緩（-3.8%），2010年實際國內生產總值恢復增長6.3%，2011年增長達7.0%。
2009年失業率為16.9%，2010年下降至16.3%。
2013年通脹率為2.4％，較2010年11.2％顯著下降。在格魯吉亞的消費品中，食品佔較大比重，通脹主要來自世界食品價格上升，通脹波動來自食品價格變化。
2011年，國際貨幣基金組織估計經常帳戶赤字14.89億美元 ，在歐洲和高加索的後蘇聯國家之間屬於中等水平︰
| 排名 | 國家     | 經常帳戶結餘 佔國內生產總佔的百分比（2010年） | 2011年國際貨幣基金組織估計 |
| ---- | -------- | --------------------------------------------- | -------------------------- |
| 1    |          | 27.662                                        | 22.664                     |
| 2    | 俄羅斯   | 4.807                                         | 5.518                      |
| 3    | 乌克兰   | -2.091                                        | -3.893                     |
| 4    | 亞美尼亞 | -13.873                                       | -11.697                    |
| 5    | 白俄羅斯 | -15.522                                       | -13.442                    |
| 6    | 立陶宛   | 1.835                                         | -1.860                     |
| 7    | 摩尔多瓦 | -8.300                                        | -9.897                     |
| 8    | 爱沙尼亚 | 3.565                                         | 2.424                      |
| 9    |          | -9.618                                        | -11.700                    |
| 10   | 拉脫維亞 | -22.938                                       | -8.320                     |

雖然大量外國資本流入，但不足以抵消經常賬戶赤字，致使格魯吉亞貨幣升值。
由於美國和國際機構提供大量援助，政府能夠維護金融穩定。歐洲復興開發銀行分析師認為，大量國際資金支持，加上海外工作的匯款，將在中期足夠彌補經常賬戶赤字。國際貨幣基金組織對經濟政策評估正面。
|                                                  | 2008     | 2009     | 2010     | 2011     | 2012     | 2013     | 2014* l | 2014* ll |
| ------------------------------------------------ | -------- | -------- | -------- | -------- | -------- | -------- | ------- | -------- |
| 國內生產總值（以現時價格計算，單位︰百萬拉里）   | 19,074.9 | 17,986.0 | 20,743.4 | 24,344.0 | 26,167.3 | 26,847.4 | 6,307.2 | 7,162.8  |
| 國內生產總值（以2003年價格計算，單位︰百萬拉里） | 12,555.3 | 12,085.5 | 1,235.0  | 13,757.2 | 14,637.7 | 15,123.7 | 3,504.1 | 3,919.4  |
| 實際國內生產總值增長（百分率）                   | 2.6      | -3.7     | 6.2      | 7.2      | 6.4      | 3.3      | 7.2     | 5.2      |
| 平均物價指數（百分率）                           | 9.4      | -2.0     | 8.6      | 9.5      | 1.0      | -0.7     | 1.9     | 4.0      |
| 人均國內生產總值（以現時價格計算，單位︰拉里）   | 4,352.9  | 4,101.3  | 4,675.7  | 5,447.1  | 5,818.1  | 5,987.6  | 1,404.6 | 1,595.1  |
| 人均國內生產總值（以現時價格計算，單位︰美元）   | 2,921.1  | 2,455.2  | 2,623.0  | 3,230.7  | 3,523.4  | 3,599.6  | 802.9   | 905.0    |
| 國內生產總值（以現時價格計算，單位︰百萬美元）   | 12,800.5 | 10,767.1 | 11,636.5 | 14,438.5 | 15,846.8 | 16,139.9 | 3,605.3 | 4,064.1  |

## 外商直接投資
自2003年以來，格魯吉亞的外商直接投資大量流入，是經濟快速增長的因素。
投資環境具吸引力和寬鬆，加上外國和本地投資者獲得公平對待，使該國成為有吸引力的外商直接投資地點。
格魯吉亞提供企業成功的基石，包括經濟發展穩定、經濟政策以自由市場為導向、稅項只有6種、稅率偏低、牌照和許可證數量減少、行政程序大幅簡化、與外國安排優惠貿易制度、地理位置優越、多樣發達的基礎設施、受教育且有競爭力的技術勞工。
2003至2011年間，格魯吉亞的外商直接投資達51.15億美元，2007年高達20.15億美元，每年增長69.3%。投資率高企的情況一直持續至2008年。2009年，外商直接投資呈現下降趨勢，主要原因來自外部衝擊，包括俄羅斯-格魯吉亞戰爭和全球金融危機帶來的影響。
2009至2011年間，外商直接投資的最大份額是工業，總值7,650億美元（31.2%），而房地產業值3,890億美元（佔15.8%）。
下表顯示部分前蘇聯國家的外商直接投資存量佔國內生產總值的百分比。為便於統計，外商直接投資的定義為︰外國公司擁有至少一成註冊公司的普通股份，或非註冊公司的同等標準。
| 排名 | 國家     | 外商直接投資存量佔國內生產總值的百分比（2010年） |
| ---- | -------- | ------------------------------------------------ |
| 1    | 爱沙尼亚 | 85.6                                             |
| 2    |          | 67.1                                             |
| 3    |          | 61.1                                             |
| 4    | 乌克兰   | 42.5                                             |
| 5    | 俄羅斯   | 28.7                                             |
| 6    | 亞美尼亞 | 18.5                                             |
| 7    | 白俄羅斯 | 18.3                                             |

格魯吉亞的外商直接投資金額如下︰
| 年份              | 金額（單位︰百萬美元） |
| ----------------- | ---------------------- |
| 2000              | 131.2                  |
| 2001              | 109.8                  |
| 2002              | 167.3                  |
| 2003              | 340                    |
| 2004              | 499.1                  |
| 2005              | 449.7                  |
| 2006              | 1,100                  |
| 2007              | 2,010                  |
| 2008              | 1,500                  |
| 2009              | 658.4                  |
| 2010              | 814                    |
| 2011              | 1,111                  |
| 2012              | 865                    |
| 2013              | 914                    |
| 2014              | 1,750                  |
| 2015              | 1,564                  |
| 2016              | 1,565.9                |
| 2017 （1月至6月） | 751                    |

## 貿易

格魯吉亞
與格魯吉亞簽訂自由貿易協定（FTA）的國家
與格魯吉亞有貿易優惠計劃（GSP）的國家

2014年以來，格魯吉亞是歐盟自由貿易區的一部分，歐盟一直是最大的貿易夥伴，佔貿易總額的四分之一以上。在歐盟貿易協定下，2015年雙邊貿易進一步增加，與俄羅斯為首的獨聯體國家的貿易則下跌22%。
2015年格魯吉亞的主要出口產品依數量為：銅礦石和精礦、鐵合金、榛子、藥品、氮肥、葡萄酒、石油、礦泉水、非變性乙醇和烈酒，而主要進口產品依數量為：石油產品、車輛、碳氫化合物、銅礦石和精礦、移動電話和其他無線電話、小麥、香煙、鐵管、鐵結構和部件結構。

## 國際匯款
格魯吉亞央行的數據顯示，2011年從國外轉移到格魯吉亞的匯款達12.6億美元，創下歷史新高，比2010年增長20.5%。俄羅斯一直是匯款的最大來源，2011年金額為65.52億美元，其他匯款來源依次是希臘（14.46億美元）、意大利（10.91億美元）、美國（7,550萬美元）、烏克蘭（5,240萬美元）、西班牙（3,090萬美元）、土耳其（2,760萬美元)、哈薩克（2,610萬美元)、英國（1,460萬美元)、以色列（1,430萬美元）、印度（1,320萬）、德國（1,290萬美元）。

## 體制改革
薩卡什維利政府推行多項深入的制度改革，使經濟現代化和改善商業環境，改革措施建立高效、專業和透明的公營部門，以保護民主原則。在經濟開放政策下，國家管制的領域數目大幅下降，規定程序也進行簡化。
格魯吉亞成功打擊腐敗，消除其中一個主要發展障礙，成效獲多間評級機構認同。根據透明國際，格魯吉亞是後蘇聯地區國家中反腐敗最成功的國家，在2014年公布的貪污感知指數中排名第50位，遠高於2004年第113位。在《2010年全球貪腐趨勢指數》中，格魯吉亞期打擊腐敗的水平高踞榜首。 國際金融公司2012年發布的商業認知調查中，920位受訪者中只有1位（0.11%）認為公共機構存在腐敗問題。
格魯吉亞擁有歐洲最寬鬆的稅務管轄區，稅項數目從21個減少至6個，稅率也同時降低。當局推行大幅度的程序和體制改革，包括建立簡化的稅務爭議處理系統、簡化稅收管理系統、支援網上繳稅。
清關手續在改革後大幅簡化，外貿成本因關稅簡化而降低，近九成產品的進口關稅被取消，稅階從16個減少至3個。目前86%的稅目得以豁免，高於2005年的26%水平。現代化清關區域成立，清關程序最少只需15分鐘。
牌照及許可證制度進行現代化後，執照和許可證數量減少，相關行政程序得以簡化。
自2004年起，格魯吉亞政府的重要改革之一是透明的私有化政策，旨在把剩餘的國家財產私有化，以吸引外國投資、增加和發展私營機構、有效利用國家資源。
寬鬆的勞工法簡化僱主和僱員之間的關係，改革大幅降低僱用和解僱費用，美國傳統基金會和其他分析機構把格魯吉亞列為全球勞動法最寬鬆的國家之一。
格魯吉亞為商業、財產登記提供最簡化的程序和獨特的服務，不同文件可於一站式服務點索取，大部分程序可以在網上完成。世界銀行《2012年營商環境報告》中，格魯吉亞的經商容易度指數排名第16位，高於2006年第112位，更是過去5年174個國家中改革力度最大的國家。格魯吉亞在其他方面也有高排名︰登財財產第1位、處理施工許可證第4位、創業第7位、獲取信貸第8位。

### 牌照監管
牌照及許可證制度推行改革後，牌照及許可證數目減少九成。目前，需要牌照及許可證的領域，只有生產高風險的商品和服務及使用自然資源和特定活動。發放牌照和許可證的程序大幅簡化，引入一站式服務和默許的原則，在限定的框架下只要沒有收到反對通知，將可視作有關機構發行牌照。
施工許可證的申請程序大幅簡化，減至只需3個步驟，所需時間也大幅減少。世界銀行《2012年營商環境報告》中，格魯吉亞排名第4位，是東歐和中亞地區（ECA）中表現最好的國家，辦理程序、時間和成本（佔人均收入的比例）遠低於東歐和中亞（ECA）及經濟合作暨發展組織（OECD）國家。
2005年格魯吉亞頒佈發行許可證法律後，建設倉庫審批流程的效率高於丹麥以外其他歐盟國家。

### 稅收
2011年1月新稅法生效，統一舊有的稅務和清關法例。新稅法增加納稅人和稅務機關之間的溝通，保護納稅人權利，增加行政效率，採納國際稅務慣例和歐盟指令，從而增加對稅收制度的信心和稅務機關的信任。
格魯吉亞法律只有6項稅務，包括所得稅（個人所得稅）20%、利得稅（企業所得稅）15%、增值稅18%、海關稅不定、物業稅（自我評估財產價值的1%或以下）、海關稅0%、5%和12%。此外，當局對程序和體制進行大幅改革、簡化解決稅收爭議程序、簡化稅收行政、減少納稅的時間和成本。格魯吉亞簡化申報增值稅程序，引入電子報稅和繳稅，使企業繳稅更容易。
格魯吉亞取消約九成產品的進口關稅，稅率從16種減至3種（0%、5%、12%），徵收進口稅的產品只有數種農產品和製成品，此外沒有對進出口的數量作出配額。

### 勞工法
格魯吉亞的失業率約16%，不少人在非正規部門就業，因此對勞工法進行一項意義深遠的改革。2010年12月17日通過新的勞工法，放寬與合同期限和加班時數相關的限制，取消超時工作所需額外補償，取消解僱冗員需通知工會並得到其許可的要求。在原有的複雜法律下，通知期與資歷掛鉤，而經理需向工會和相關部門提供冗長的書面解釋，而新法律則以償付至少一個月遣散費的規定取代。總體而言，新規定增加勞工市場的靈活性。
格魯吉亞降低企業應付的社會保障供款，在2005年把工資的百分比從31%減低至20%，並自2008年1月完全取消，使該國在僱員簡易度方面全球排名第六。

### 司法程序
新政府的首要任務之一，是減少法庭上的腐敗。2004年薩卡什維利政府上台後，七名法官因受賄罪被拘留，15人被提交刑事法庭。2005年，司法紀律委員會對99名法官進行審查，佔司法人員的四成左右，12名法官因而被撤職。與此同時，法官薪金增加四倍，以減少依賴賄款。
根據全球房地產指南指數（Global Property Guide index），格魯吉亞目前在100滿分中得40分，表示法院制度效率非常低，延誤時間太長阻礙系統使用。腐敗現象存在，司法機構受到其他政府部門干涉，徵用也是有可能的。格魯吉亞的網站出現關於司法系統的不滿評價，但其真實性存在爭議。

## 失業
1991年獨立後，格魯吉亞一直存在失業問題。格魯吉亞國家統計局數據顯示，失業率逐步下降，2010年、2011年和2014年分別為16.3%、15.1%和13.7%。
格魯吉亞的農村人口接近一半，主要生計來源是低密度自給農業。格魯吉亞的統計中，將個體農民納入自僱，2007年416,900名農民被列為從事自僱農業生產，而大家庭的戶主通常被列為個人創業者，幫助種地的家庭成員被列為無償家族企業工人。這種計算方法使農村失業率低於城市地區和首都第比利斯。
|                      | 2005    | 2006    | 2007    | 2008    | 2009    | 2010    | 2011    | 2012    | 2013    | 2014    | 2015    |
| -------------------- | ------- | ------- | ------- | ------- | ------- | ------- | ------- | ------- | ------- | ------- | ------- |
| 勞動人口（單位︰千） | 2,023.9 | 2,021.8 | 1,965.3 | 1,917.8 | 1,991.8 | 1,944.9 | 1,959.3 | 2,029.1 | 2,003.9 | 1,991.1 | 2,021.5 |
| 受僱人口（單位︰千） | 1,744.6 | 1,747.3 | 1,704.3 | 1,601.9 | 1,656.1 | 1,628.1 | 1,664.2 | 1,724.0 | 1,712.1 | 1,745.2 | 1,779.9 |
| 失業人口（單位︰千） | 279.3   | 274.5   | 261.0   | 315.8   | 335.6   | 316.9   | 295.1   | 305.1   | 291.8   | 246.0   | 241.6   |
| 失業率（百分比）     | 13.8    | 13.6    | 13.3    | 16.5    | 16.9    | 16.3    | 15.1    | 15.0    | 14.6    | 12.4    | 12.0    |

## 經濟結構

### 能源業

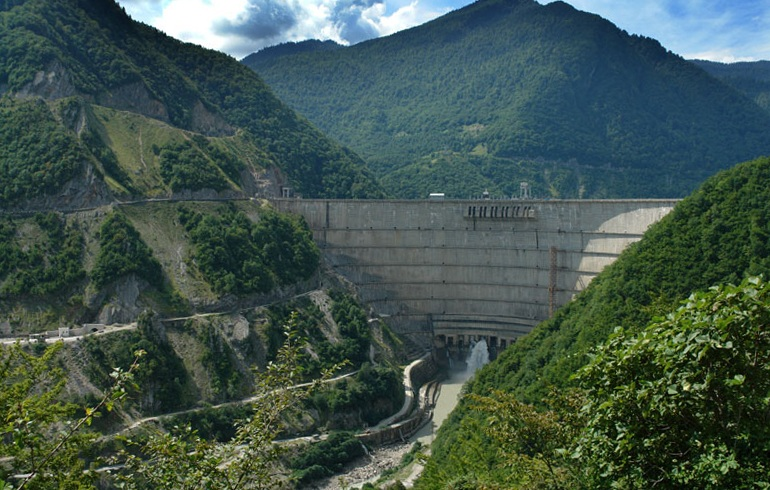
因古里水電站（Enguri hydropower plant）於1987年落成，提供格魯吉亞46%電力。

近年格魯吉亞全面開放電力行業，現時可自由和開放進入市場。
格魯吉亞擁有龐大的水力發電潛力，水電在能源供應和政策中的比重增加。該國的地形和豐富水電資源，有潛力主導高加索地區的水電市場。格魯吉亞能源部估計，境內約26,000條河流中，約300條能生產大量能源，更聲稱當前的水力發電站項目總值約24億美元，能源部長提出新水電項目，將生產超過2萬2千兆瓦電能，斥資超過400億美元，透過私人資助籌集，使該國成為世界上第二大水力發電國家。
2007年，格魯吉亞分別生產和消耗83.4和81.5億千瓦時電力，大部分電力產自水電設施。2005年，全國水電生產達61.7億千瓦時電力，佔總發電量的86%。2006年，水電產量增長迅速（27%），與增長同樣強勁的火電（28%）媲美。2007年11月，發電量為1,300兆瓦的因古里水電站達到上限，水電比重進一步增加。該國的水電基礎設施也包含多座小型私人發電站。
近年格魯吉亞成為該地區的主要電力出口國，2010年出口13億千瓦時電力，水電站生產全國80%至85%電力，其餘15%至20%由火力發電站提供。格魯吉亞能源和自然資源部指出，目前只利用該國18%水力資源潛力。
格魯吉亞依賴水力發電，容易受氣候波動影響，季節性短缺需透過進口電力滿足需求，而在濕潤時期出口電力，該國仍可通過翻新現有設施和建造新水電站，以增加水力發電的潛力。
許多前蘇聯國家面臨的困難之一，是失去蘇聯的燃料資助和公用事業轉讓。2004年前，格魯吉亞的電網處於嚴峻的地步，全國各地停電情況普遍，政府面對的壓力增加，從而在1998和1999年開展立法改革，發展電力業和電力市場，採取措施把能源業分拆和自由化。在新法例起草下，成立格魯吉亞國家能源監管委員會(GNERC)為獨立監管機構，除了提供政府補貼，同時增加電力和天然氣的價格，為收復改革過程成本提供緩衝。配電的可靠性在改革後增加，供電服務接近每天24小時。當局同時對基礎設施作出投資。目前一家私營能源公司Energo-Pro Georgia佔電力市場的62.5%份額。

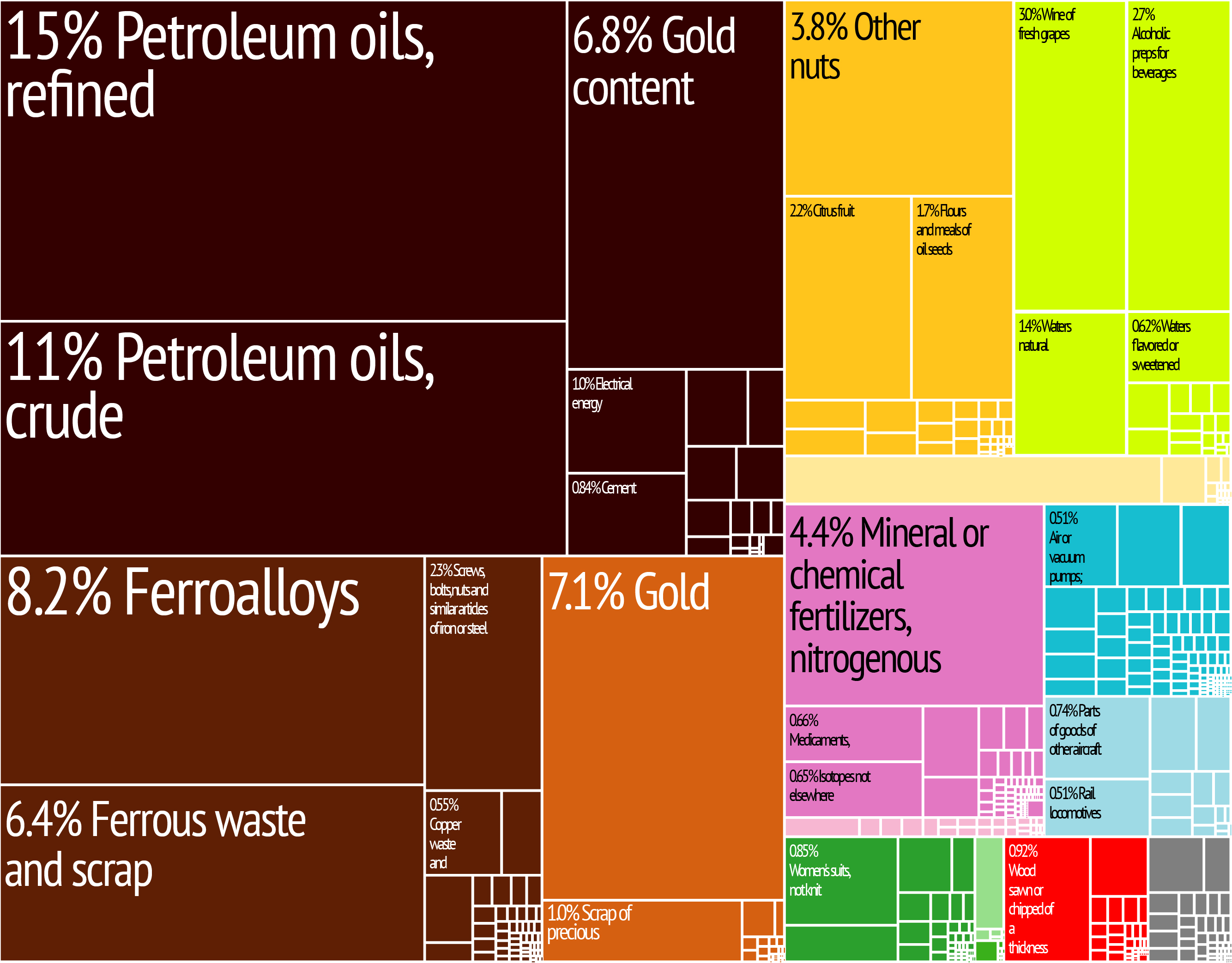
格魯吉亞28種出口產品以顏色編碼表示。

格魯吉亞的輸電網絡與俄羅斯、土耳其、亞美尼亞和阿塞拜疆連接，自2008年7月經Kavkasioni電纜向俄羅斯輸電。2009年，格魯吉亞能源部長爆發醜聞，與俄羅斯能源公司Inter RAO達成協議，聯合管理因古里水電站為期10年，向格魯吉亞支付9,000萬美元以使用發電站。該水電站提供該國近四至五成電力，且處於俄羅斯佔領的阿布哈茲地區邊界，因而造成局勢高度緊張。
2007年格魯吉亞天然氣使用量為18億立方米。天然氣一直由俄羅斯供應，近年水電產量增加和阿塞拜疆提供天然氣資源，消除對俄羅斯進口的依賴。此外，所有俄羅斯出口到亞美尼亞的天然氣，必須通過格魯吉亞的管道系統，而格魯吉亞收取一成天然氣作為過境費。
格魯吉亞是歐盟資助的國際區域能源合作項目INOGATE的夥伴國，四大主題分別是加強能源安全、按歐盟內部能源市場的原則統一成員國的能源市場、支持發展可持續能源、吸引投資有利共同和地區的能源項目。

### 農業
現時從事農業生產的勞動人口約佔55%，大部分從事自給農業。
農業生產在蘇聯解體後受內亂和轉型破壞，其後逐步恢復。畜牧業出現輕微和零星的疾病爆發，但產量開始反彈。國內糧食產量增加，政府投資改善基礎設施，以確保對農民適當的分配和收入。阿布哈茲是種植柑橘的重要區域，該地區出現衝突，嚴重打擊茶葉、榛子和柑橘的生產。
農業佔2011年格魯吉亞國內生產總值的7%左右。
格魯吉亞最重要的農業活動是葡萄栽培和釀酒，該國種植超過450種本地葡萄，被視為世界上釀製優質葡萄酒最古老的地方之一。俄羅斯一直是格魯吉亞最大的葡萄酒出口市場，2006年俄羅斯禁止從格魯吉亞進口葡萄酒和礦泉水，以回應格魯吉亞政府官員批評俄羅斯市場低質量要求的言論，自此格魯吉亞葡萄酒生產商奮力維持輸出量和打入新市場。
2011年格魯吉亞向48個國家出口總值5,400萬美元的葡萄酒，向32個國家出口總值6,800萬美元的酒精飲料。葡萄酒和酒精飲料均在出口商品排名前10位，分別佔2.5%和3.1%。格魯吉亞葡萄酒出口量正在增加，2011年葡萄酒出口較2007年高109％。2012年格魯吉亞與43個國家進行葡萄酒交易，銷售量超過2,300萬瓶，最大出口國依次是烏克蘭（佔葡萄酒出口的47.3％）、哈薩克（18.9％）和白俄羅斯（6.9％）。2011年葡萄、礦泉水和酒精飲料的出口量，超過2006年以後所有年份的總出口量。格魯吉亞擁有豐富的泉水資源，礦泉水生產是重要的工業領域之一，2011年向35個國家和地區出口總值4,800萬美元的礦泉水，佔總出口金額的2.1%。食品加工產業隨著農業生產增加而發展，出口量逐年增加。2011年堅果出口至53個國家，總值1.3億美元，佔格魯吉亞的6%出口量左右，是十大出口產品之一。
2011年格魯吉亞農村人口佔總人口48.2%，2014年比例下降至46.3％。

### 旅遊業
旅遊業是格魯吉亞增長最快的行業，具有高度潛力進一步發展。近年遊客數量明顯增加，促使旅遊相關行業的增長，2011年遊客數量約300萬人次，較2010年上升超過四成。格魯吉亞政府投入巨資，發展交通和基礎設施，修缮和發展旅遊景點，刺激私人投資，以促進旅遊業發展。2011年旅遊相關的服務產量，較2006年增加77%，佔經濟總產量的7.1%。
下表顯示前往格魯吉亞旅遊人數最多的五個國家︰
| 國家     | 2013年    | 2014年    | 百分比變化 |
| -------- | --------- | --------- | ---------- |
| 土耳其   | 1,248,748 | 1,109,032 | -11.19%    |
|          | 789,918   | 974,313   | 23.34%     |
| 亞美尼亞 | 940,187   | 939,312   | -0.09%     |
| 俄羅斯   | 597,606   | 639,985   | 7.09%      |
| 乌克兰   | 93,968    | 113,785   | 21.09%     |
| 其他     | 429,269   | 411,168   | -4.22%     |
| 合計     | 4,099,696 | 4,187,595 | 2.14%      |

### 物流業
格魯吉亞處於重要的地理和政治位置，是歐洲-高加索-亞洲運輸走廊（TRACECA）的主要成員之一。該國位於歐洲和亞洲之間，在不久的將來成為現代絲綢之路的交通樞紐。2015年3月11日，格魯吉亞媒體宣布，中國和格魯吉亞公司的在北京達成開發阿納克利亞深水港的協議，是走廊路線的重要設施，港口佔地1000多公頃，並可通往深海峽谷，2017年8月1日總部設於美國的SSA Marine公司與Anaklia Development Consortium簽署協議，投資和運營該港口的貨櫃碼頭。
7月28日，第一列火車從中國出發前往阿塞拜疆的巴庫，包含82個貨櫃和41個平台。當局計劃於2015年9月利用相同運輸方式，開通格魯吉亞到伊斯坦布爾。巴庫－第比利斯－卡爾斯鐵路於2017年10月30日通車。
汽車轉口是格魯吉亞收入來源之一，在2014至2015年停滯期間大幅下降，最明顯是阿塞拜疆，較去年減少5.1倍（10,337輛）。

### 金融業
格魯吉亞的金融業由銀行主導，情況與多數後蘇聯國家一樣。2015年該國有21家商業銀行，其中5家大型銀行控制大部分金融資產。銀行業面臨重大挑戰，在為實體經濟融資和投資於穩定持續貿易所需的活動方面發揮有限的作用。

## 人類發展指數
人類發展指數（HDI）是預期壽命、教育和收入指數的綜合統計數據，把國家按人類發展程度分為四個級別。2012年格魯吉亞人類發展指數是0.745，屬於「高」級別，在187個國家和地區中排名第72位，與多米尼加、黎巴嫩和聖基茨和尼維斯並列。格魯吉亞的人類發展指數，從2005年0.713增長5％到2012年0.745，平均每年增長約0.6％。根據2012年的數據和計算方法，格魯吉亞2011年的人類發展指數在187個國家和地區中排名第75位。在2011年的人類發展報告中，格魯吉亞在187個國家中排名第75位。由於數據和計算方法改變，把數值和排名與以往的報告進行比較，將會產生誤導。
| 年份 | 出生時預期壽命 | 預期受教育年限 | 平均受教育年限 | 人均國民總收入（2005年購買力平價，美元） | 人類發展指數 |
| ---- | -------------- | -------------- | -------------- | ---------------------------------------- | ------------ |
| 1980 | 69.7           | 12.9           | N/A            | 6,849                                    | N/A          |
| 1985 | 70             | 12.9           | N/A            | 8,136                                    | N/A          |
| 1990 | 70.5           | 12.9           | N/A            | 6,134                                    | N/A          |
| 1995 | 70.7           | 10.9           | N/A            | 1,684                                    | N/A          |
| 2000 | 71.8           | 11.7           | N/A            | 2,064                                    | N/A          |
| 2005 | 72.8           | 12.5           | 12.1           | 3,650                                    | 0.713        |
| 2010 | 73.5           | 13.2           | 12.1           | 4,460                                    | 0.735        |
| 2011 | 73.7           | 13.2           | 12.1           | 4,727                                    | 0.740        |
| 2012 | 73.9           | 13.2           | 12.1           | 5,005                                    | 0.745        |

## 延伸閱讀
- Gugushvili, Alexi: "Understanding Poverty in Georgia" in the Caucasus Analytical Digerst No.34（页面存档备份，存于）

## 外部連結
- Official site of American Chamber of Commerce in Georgia（页面存档备份，存于）
- Sakartvelos Ekonomika[永久], an online monthly on Georgia's economy.
- online English language business magazine in Georgia（页面存档备份，存于）